# Liste des organismes littéraires du Saguenay-Lac-Saint-Jean
 (juin 2022).
Cet article contient une liste d’organismes culturels actifs dans le milieu littéraire situés dans la région du Saguenay-Lac-Saint-Jean. Les organismes sont classés selon le type d’activité principal qu’ils exercent. 

## Diffusion
- Littérature de la Sagamie, Chicoutimi[1]
  - Cette communauté favorise des rencontres entre les écrivain.es professionnel.les du Saguenay-Lac-Saint-Jean qui souhaitent mettre de l’avant la littérature de leur région, tout en favorisant les échanges avec d’autres écrivain.es à travers le monde.

## Édition
- Éditions La Peuplade, Chicoutimi[2]
  - La Peuplade est une maison d’édition de Chicoutimi publiant des livres de fiction, des récits, des recueils de poèmes et des traductions de romans s'inscrivant dans la contemporanéité.

- Les éditions Bleu-Azur [3]
  - La maison d'édition Bleu Azur a été fondée par Christian Bourbon. Elle publie des contes pour enfants.

- Éditions JCL

## Événementiel
- Côté cour, Jonquière[4]
  - Côté-Cour diffuse des spectacles pluridisciplinaires mettant en scène des artistes émergents et établis. Sa programmation est axée principalement sur la musique, mais elle propose aussi des spectacles de théâtre, d’humour et des soirées poétiques, dont des performances et des lectures.
- Île du Repos, Chicoutimi[5]
  - L’Île du repos regroupe une auberge et cinq chalets et  organise des spectacles pendant l’été. Parmi une programmation variée, elle propose quelques performances littéraires, notamment du slam, des contes (autochtones et québécois), des micro ouverts, de l’improvisation théâtrale et autres.
- Le comité spectacle de Dolbeau-Mistassini, Dolbeau-Mistassini[6]
  - Le Comité des spectacles de Dolbeau-Mistassini est un organisme à but non lucratif de la Ville de Dolbeau-Mistassini qui s’occupe des salles de spectacle de la ville. Il offre une programmation principalement axée sur la musique et l’humour, mais propose également quelques événements à saveur littéraire.
- Salon du livre du Saguenay-Lac-St-Jean, Jonquière[7],[8]
  - Le Salon du livre du SLSJ offre cinq rencontres d’écrivains pendant l’année, puis le Salon en septembre permettant le partage d’œuvres littéraires diverses, de même que des panels, des conférences, quelques concours d’écriture et la remise de prix littéraires. Le Salon du livre est aussi une occasion pour plusieurs de participer à des activités telles un cabaret littéraire ou une soirée de contes.
- Slam Saguenay, Chicoutimi[9]
  - Slam Saguenay organise chaque mois une soirée de slam poésie au Bar à Pitons de l'Auberge jeunesse de Chicoutimi, pour un total de neuf matchs par année.

## Expérimentation / création / production
- Association professionnelle des écrivains de la Sagamie, Chicoutimi[10]
  - L’apes regroupe des écrivains de la région du Saguenay-Lac-St-Jean souhaitant favoriser la création littéraire et défendre les intérêts artistiques et économiques des auteur.es. L’organisme organise quelques événements, notamment en lien avec la journée internationale du droit d’auteur ou la résidence d’écrivain du fjord.
- Centre BANG, Chicoutimi[11]
  - Bang est un centre d’artiste soutenant la création artistique et proposant des activités culturelles diverses, notamment de médiation. L’organisme à but non lucratif accueille six salles d’exposition pour diffuser des  œuvres  d’art, accueille une librairie spécialisée en art et il offre un programme de résidences de recherche-création pour les artistes professionnels.
- Centre SAGAMIE, Alma[12]
  - Il s’agit d’un « centre de production en art culturel dont les activités de recherche et de création sont liées aux enjeux de l’image contemporaine[12] ». Il offre des résidences en impression numérique et en microédition et diffuse des expositions ainsi que des publications des artistes.
- Éditions Cindy Dumais LaClignotante, Chicoutimi[13]
  - Cindy Dumais est une artiste en arts visuels ayant sa propre maison d’édition. Elle conçoit, illustre et publie des textes d'auteurs, de poètes, de cinéastes dans des formes innovantes.
- La boîte rouge VIF, Saguenay [14]
  - La boîte rouge VIF est un organisme autochtone à but non lucratif plaçant « la recherche collaborative et la co-création au service de la transmission, la sauvegarde et le partage des savoirs des Premiers Peuples par des productions multidisciplinaires. »
- Langage Plus, Alma [15]
  - Langage plus est un centre d’art actuel accueillant des expositions, des résidences, des événements et des activités éducatives. Il a établi un programme de Résidences internationales, favorise les pratiques émergentes et pluridisciplinaires et offre aussi des programmes de diffusion d’arts actuels dans les écoles.
- Théâtre La Rubrique, Saguenay[16]
  - La Rubrique est un producteur et diffuseur de  théâtre mettant  en scène des écrits dramatiques, romancés, autobiographiques, et plus encore. Il produit aussi le Festival 2 jours à vivre au théâtre avec les élèves de l’école secondaire de Jonquière et le Festival international des arts de la marionnette à Saguenay.

- Vieux-Couvent, Saint-Prime[17]
  - Le Vieux-Couvent est un lieu de production, de diffusion et de promotion d'activités qui souhaite engager et intéresser la population à des échanges et collaborations dans le milieu de la culture.

- 3REG, Chicoutimi [18]
  - 3REG est un collectif de création qui favorise l’exploration, à la fois vidéo, visuelle, sonore et littéraire. Il organise aussi quelques soirées 3REG, qui ne prennent pas la forme d’un spectacle, mais plutôt d’un espace de diffusion permettant de recevoir des retours sur les créations des curieux, des étudiants et des professionnels.

## Médiation / pédagogie
- Cellule régionale d’innovation en médiation culturelle du Saguenay-Lac-St-Jean, Alma et Chicoutimi[19]
  - La cellule rassemble un groupe d'intervenants culturels, politiques et sociaux du Saguenay-Lac-St-Jean qui participent au développement et au rayonnement de la médiation culturelle.
- Culture Saguenay-Lac-St-Jean, Alma[20]
  - Culture Saguenay-Lac-Saint-Jean est un organisme qui participe au développement et à la mise en lumière du milieu des arts et de la culture au Saguenay–Lac-Saint-Jean en soutenant les artistes et les organismes de la région.
- La Clé (Centre de lecture et d’écriture), Alma[21]
  - La clé est un organisme à but non lucratif qui offre des formations et des ateliers en écriture, en informatique et en alphabétisation.
- La littérature aux abords des rivières, Chicoutimi[22]
  - Il s'agit de promenades littéraires au bord des rivières à La Baie, à Jonquière et à Chicoutimi organisées par le Salon du livre du Saguenay-Lac-Saint-Jean. Le circuit comprend tente-six bonnes informatives trilingues mettant en valeur une sélection d’écrivains de la région (français, anglais et innus) avec un extrait d’une de leurs œuvres.

## Recherche / réflexion
- Éditions OQP, Zone Occupée, Alma[23]
  - Zone Occupée est une « revue d’art et de culture actuelle bisannuelle qui présente et analyse le travail des artistes de la région du Saguenay-Lac-Saint-Jean » tout en mettant de l’avant des événements et des expositions variées.